# Viktor Siedek
Vik(c)tor Siedek (* 19. März 1856 in Napajedl, Mähren; † 26. Jänner 1937 in Wien) war ein österreichischer Architekt.

## Leben
Siedek besuchte das Gymnasium in Ungarisch-Hradisch, heutiges Uherské Hradiště und absolvierte von 1873 bis 1880 ein Studium an der Technischen Hochschule in Wien. Dieses Studium unterbrach er 1878, um als Oberleutnant bei der Besetzung – gemäß Berliner Kongress – von Bosnien und Herzegowina teilzunehmen. Von 1882 bis 1884 war er Praktikant bei Gustav von Korompay, später bei Fellner & Helmer. 1884 wurde er freischaffender Architekt in Wien und ging bis 1888 eine Bürogemeinschaft mit Carl Hofmeier (1858–1934) ein. Er wurde am Hietzinger Friedhof bestattet.

## Familie
Viktor Siedeks Großvater war ein Webermeister, sein Vater, Peter Karl Siedek (1815–1906), ein studierter Techniker, der unter anderem Zuckerfabriken errichtete und verwaltete. Sein älterer Bruder, Oskar Siedek (1853–1934), war ein Vereinsfunktionär, Bankbeamter und gilt als Vorkämpfer und Wegbereiter für das Feuerbestattungswesen in der Österreichisch-ungarischen Monarchie. Sein jüngerer Bruder, Richard Siedek (1859–1948), war ein Ministerialrat und von 1913 bis 1918 Leiter der Sektion für Wasserbauangelegenheiten.

## Werke
- Herrenhof-Gebäude in Wien
- Schloss Leschna in Mähren

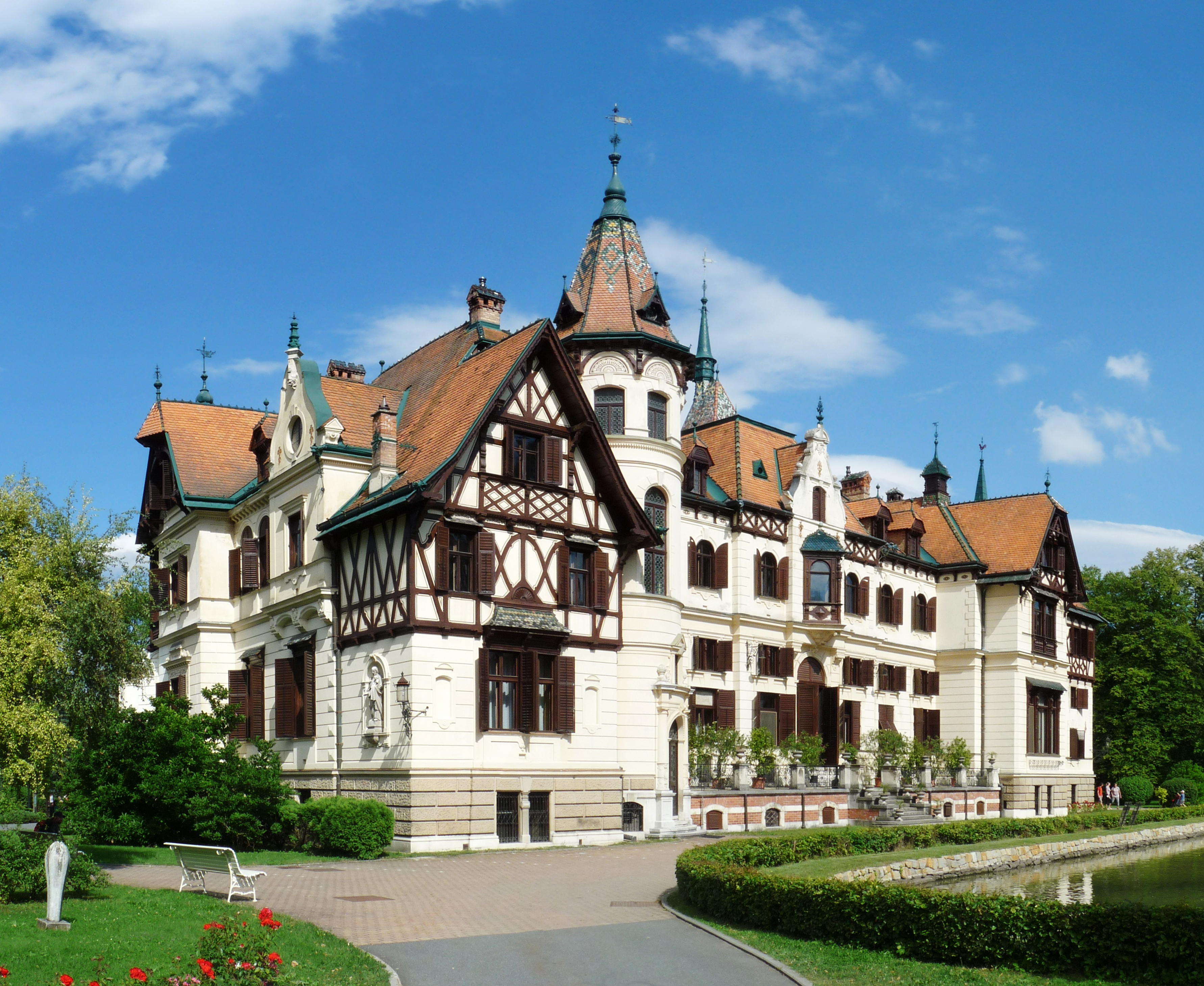
Schloss Leschna

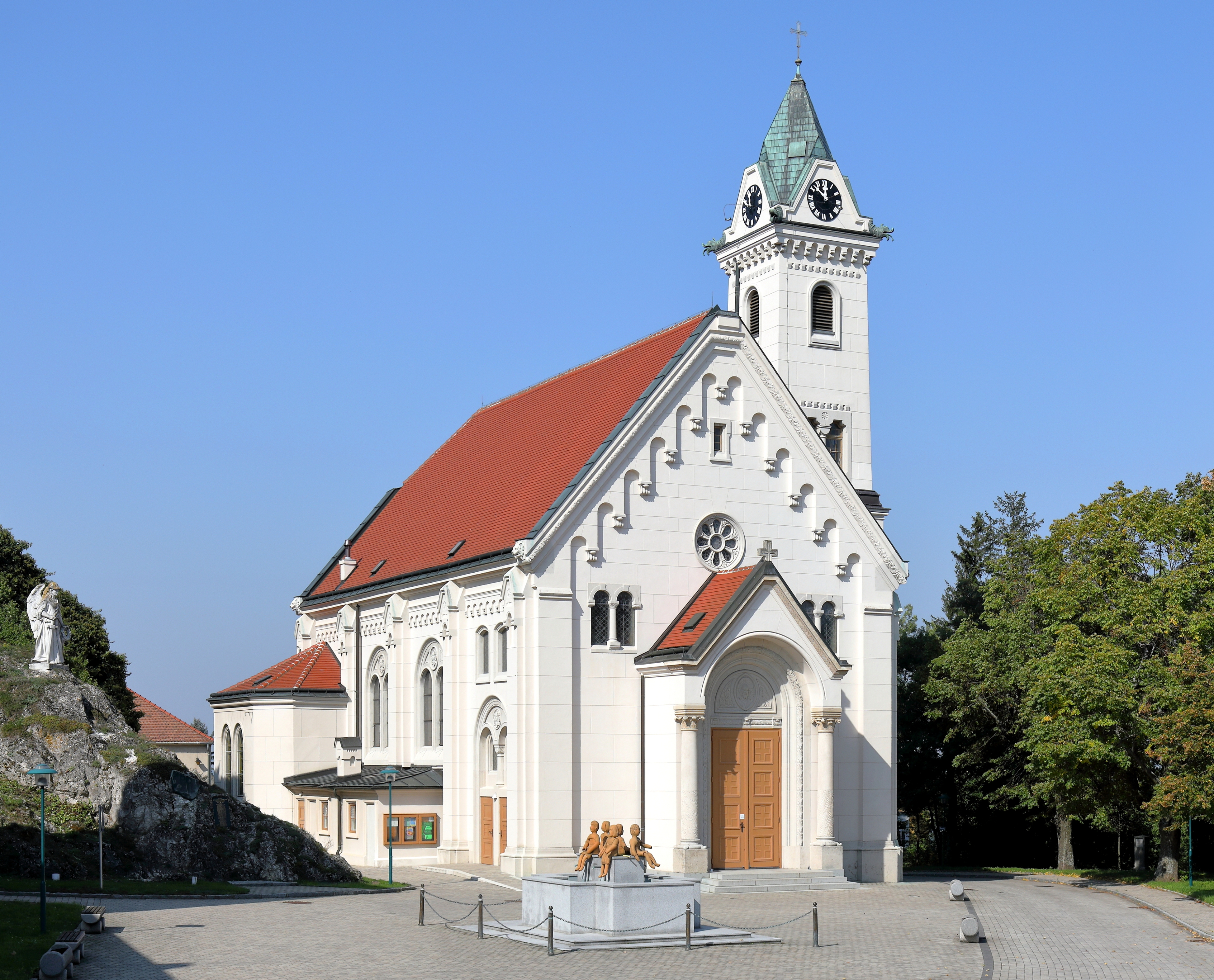
Pfarrkirche hl. Martin in Staatz

- Palais Hoyos-Sprinzenstein (Erweiterung) in Wien
- B-Gebäude des k.u.k. Militärgeographischen Instituts in Wien
- Pfarrkirche hl. Martin in Staatz
- Marokkanergasse 4A / Traungasse 3, 1030 Wien (Wohnhaus, ehem. Unteroffizierswohnhaus der  k.u.k. Fürst Schwarzenberg-Infanteriekaserne)